# Казахстан на зимних Паралимпийских играх 2022
Казахстан на зимних Паралимпийских играх 2022 года, проходивших с 4 по 13 марта в Пекине, был представлен пятью спортсменами (5 мужчин) в соревнованиях по лыжным гонкам и биатлону. Знаменосцем сборной на церемонии открытия был выбран бронзовый призёр кубка мира по паралыжным гонкам, мастер спорта международного класса Ербол Хамитов.
Призовые медалистам Паралимпиады-2022 и Олимпиады-2022 в Казахстане были установлены в размере: золотым медалистам — 250 000 долларов США, серебряным — 150 000 долларов США, бронзовым — 75 000 долларов США.

## 

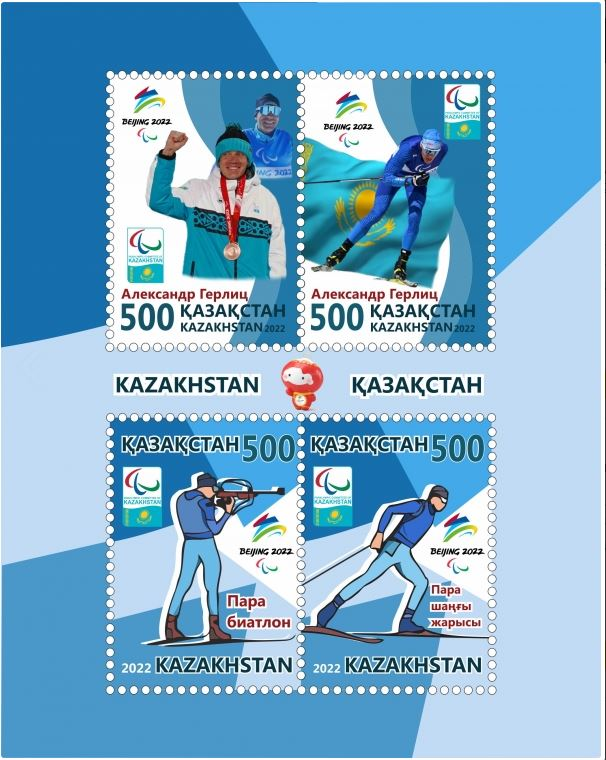
Почтовый блок 2022 года, посвящённый XIII зимней Паралимпиаде

## Медали
| Бронза |                  |                                |         |
| №      | Спортсмены       | Вид спорта (дисциплина)        | Дата    |
| 1      | Александр Герлиц | Биатлон (мужчины, 10 км, стоя) | 8 марта |

## Состав сборной
Биатлон
1. Александр Герлиц
2. Сергей Усольцев
3. Ербол Хамитов

 Лыжные гонки
1. Юрий Березин
2. Александр Герлиц
3. Денис Петренко
4. Сергей Усольцев
5. Ербол Хамитов

## Биатлон
| Спортсмен        | Дисциплина             | Промахи | Время   | Место |
| ---------------- | ---------------------- | ------- | ------- | ----- |
| Александр Герлиц | Мужчины, 6 км, стоя    | 2       | 19:39.3 | 8     |
| Александр Герлиц | Мужчины, 10 км, стоя   | 3       | 34:51.1 | 3     |
| Александр Герлиц | Мужчины, 12,5 км, стоя | 2       | 43:17.6 | 5     |
| Сергей Усольцев  | Мужчины, 6 км, сидя    | 0       | 22:00.9 | 15    |
| Сергей Усольцев  | Мужчины, 10 км, сидя   | 3       | 35:53.1 | 14    |
| Сергей Усольцев  | Мужчины, 12,5 км, сидя | 1       | 43:17.6 | 15    |
| Ербол Хамитов    | Мужчины, 6 км, сидя    | 0       | 22:20.6 | 16    |
| Ербол Хамитов    | Мужчины, 10 км, сидя   | 4       | 35:49.8 | 16    |

## Лыжные гонки
| Спортсмен                       | Дисциплина                             | Квалификация  | Квалификация  | Полуфинал           | Полуфинал           | Финал               | Финал               |
| Спортсмен                       | Дисциплина                             | Результат     | Место         | Результат           | Место               | Результат           | Место               |
| ------------------------------- | -------------------------------------- | ------------- | ------------- | ------------------- | ------------------- | ------------------- | ------------------- |
| Юрий Березин                    | Мужчины, спринт, сидя                  | 2:48.56       | 30            | Не квалифицировался | Не квалифицировался | Не квалифицировался | Не квалифицировался |
| Юрий Березин                    | Мужчины, 7,5 км, сидя                  | Не проводится | Не проводится | Не проводится       | Не проводится       | 44:16.9             | 31                  |
| Юрий Березин                    | Мужчины, 18 км, сидя                   | Не проводится | Не проводится | Не проводится       | Не проводится       | 58:27.0             | 24                  |
| Александр Герлиц                | Мужчины, спринт свободным стилем, стоя | 2:50.45       | 8             | 3:26.3              | 2                   | 3:13.0              | 5                   |
| Александр Герлиц                | Мужчины, 10 км, стоя                   | Не проводится | Не проводится | Не проводится       | Не проводится       | 35:11.0             | 5                   |
| Денис Петренко                  | Мужчины, спринт, сидя                  | 2:53.97       | 32            | Не квалифицировался | Не квалифицировался | Не квалифицировался | Не квалифицировался |
| Денис Петренко                  | Мужчины, 7,5 км, сидя                  | Не проводится | Не проводится | Не проводится       | Не проводится       | 40:57.6             | 26                  |
| Денис Петренко                  | Мужчины, 18 км, сидя                   | Не проводится | Не проводится | Не проводится       | Не проводится       | 59:19.2             | 25                  |
| Сергей Усольцев                 | Мужчины, спринт, сидя                  | 2:56.76       | 34            | Не квалифицировался | Не квалифицировался | Не квалифицировался | Не квалифицировался |
| Сергей Усольцев                 | Мужчины, 7,5 км, сидя                  | Не проводится | Не проводится | Не проводится       | Не проводится       | 38:52.2             | 22                  |
| Ербол Хамитов                   | Мужчины, спринт, сидя                  | 2:28.67       | 15            | Не квалифицировался | Не квалифицировался | Не квалифицировался | Не квалифицировался |
| Ербол Хамитов                   | Мужчины, 7,5 км, сидя                  | Не проводится | Не проводится | Не проводится       | Не проводится       | 34:45.5             | 9                   |
| Ербол Хамитов                   | Мужчины, 18 км, сидя                   | Не проводится | Не проводится | Не проводится       | Не проводится       | 49:23.1             | 7                   |
| Александр Герлиц, Ербол Хамитов | Открытая эстафета 4×2,5км              | Не проводится | Не проводится | Не проводится       | Не проводится       | 30:00.4             | 5                   |